# المجلة التونسية لطب العيون

غلاف المجلة التونسية لطب العيون (إصدار مارس 1997)

المجلة التونسية لطب العيون (بالفرنسية: Journal Tunisien d'ophtalmologie) هي مجلة طبية تصدر بتونس (مدينة) باللغة الفرنسية عن الجمعية التونسية لطب العيون.
يقع مقرّها بـ: 7 نهج العراق، 1002 تونس (مدينة).